# Кура (полігон)
Ракетний полігон Кура (рос. Ракетный полигон Кура́) — російський військовий полігон, розташований на півночі Камчатського краю на Далекому Сході Росії. Зона падіння міжконтинентальних балістичних ракет, які запускають з тестовою метою з інших полігонів чи космодромів Росії.
Місце було обрано через його віддаленість — 130 км на північний схід від населеного пункту Ключі та прилеглого військового містечка Ключі-1. Полігон розташовано в північно-східній частині Камчатського краю та обмежено Серединним хребтом, сопкою Ключевська, горою Шивелуч та берегом Берингового моря. За адміністративним поділом цей район входить до складу Карагінського району Корякського національного округу та Усть-Камчатського району.

## Історія
Полігон почав будуватись з 1955 року, і почав діяти в 1957 році, спочатку був відомий як Кама, потім як 43-тя окрема науково-дослідна станція,
Перший приліт ракети стався 21 серпня 1957 року, за ним було ще 136 прильотів протягом 1964 року
1 червня 2010 року був виведений зі складу РВСП і включений до структури Космічних Військ. Не зважаючи на те що адміністративно полігон належить до космодрому Плесецьк тобто, є частиною космічних військ Росії, він продовжує використовуватись для випробувань міжконтинентальних балістичних ракет, які контролюються РВСН Росії.

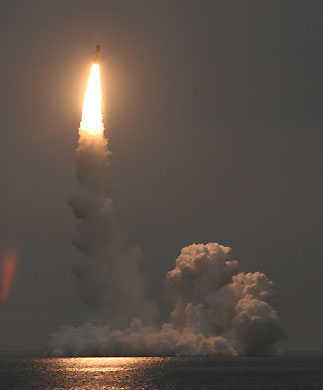
Запуск міжконтинентальної балістичної ракети «Булава» з підводного положення по полігону «Кура», 2017

В жовтні 2010 року ракета «Булава», запущена з підводного човна «Дмитрий Донской», впала на Куру. Тестові пуски ракет Р-29РМУ «Синева» і РТ-2ПМ2 «Тополь-М» також часто проводились по ракетному полігону «Кура».
23 травня 2012 року було проведено випробування нової на той час безіменної балістичної ракети, призначеної для ухилення від протиракетного щита США. Ракета була випущена з мобільної пускової установки на полігоні Плесецьк. Боєголовка була успішно доставлена в призначений район на полігоні «Кура».
29 жовтня 2014 року стратегічний атомний підводний човен К-535 «Юрій Долгорукий» проєкту 955 «Борей» успішно здійснив п'ятий пуск балістичної ракети «Булава» з підводного човна на полігон «Кура». 30 жовтня 2013 року Росія провела навчання з перевірки готовності своїх стратегічних сил. Ракетні війська стратегічного призначення провели два пуски міжконтинентальних балістичних ракет — ракети «Тополь» з полігону Плесецьк і ракети Р-36М2 (РС-10В/СС-18) з шахти в Домбаровському районі. Обидві ракети доставили свої боєголовки на полігон «Кура».
27 червня 2017 ракетний підводний човен стратегічного призначення Північного флоту «Юрій Долгорукий» здійснив успішний пуск міжконтинентальної балістичної ракети «Булава» з акваторії Баренцевого моря по призначених навчальних цілях на полігоні «Кура». Пуск здійснювався з підводного положення.

### Інтерес США
Полігон «Кура» привернув інтерес з боку розвідки США 1957 року. Раніше висловлювалися припущення, що ракети запускалися з цієї місцевості, але це було спростовано інформацією від розвідувальних місій U-2 компанії Lockheed влітку 1957 року, які пролетіли прямо над цією територією і не змогли знайти слідів або інфраструктури для запуску. У дослідженні зазначалося, що влада СРСР мала встановити звукові системи виявлення. Місії виявили полк із семи вертольотів Мі-4, на аеродромі Ключі, який забезпечував матеріально-технічну підтримку полігону.

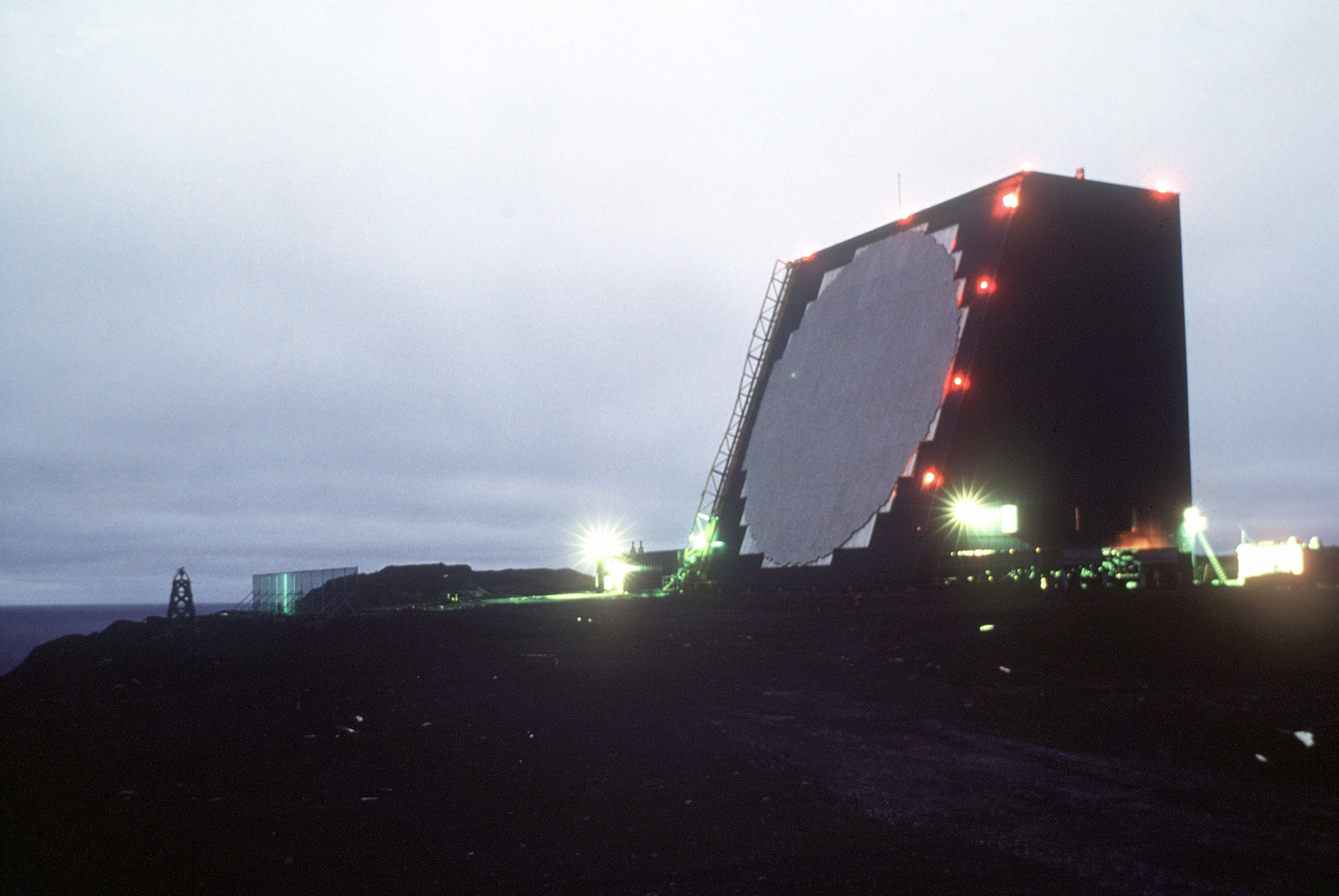
Радар «Cobra Dane» на авіабазі Ерексон

Аж до 1994 року США спеціально утримували авіабазу Ерексон на відстані 935 км (колишня база ВПС Шемя, англ. Shemya), обладнану радарами та літаками для моніторингу прильотів балістичних ракет на полігон «Кура». Один із цих радарів, Cobra Dane, був встановлений у 1977 році спеціально для цієї мети.

## Склад
До складу 43-ї окремої науково-дослідної станції (в/ч 25522) у 2005 році входили:
- вузол зв'язку (в/ч 03691);
- база тилового забезпечення (в/ч 30080);
- 316-й окремий батальйон забезпечення (в/ч 21132);
- окрема повітроплавна аеростатна ескадрилья (в/ч 85844);
- військовий госпіталь (в/ч 25923);
- окремий батальйон авіаційно-технічного забезпечення (ОБАТЗ, в/ч 32106);
- три окремі вимірювальні пункти: ОВП-13 (в/ч 40220), ОВП-14 (в/ч 73990), ОВП-18 (в/ч 25522);
- 329-та окрема змішана авіаескадрилья на аеродромі Ключі.